# Избори за Скупштину Косова (ПИС) 2001.
Избори за Скупштину Косова (ПИС) 2001. године били су избори за посланике у Скупштини Косова (представничко тело у систему привремених институција самоуправе), који су одржани 17. новембра 2001. године. То су били први скупштиски избори на подручју Косова и Метохије од успостављања мисије УНМИК. На изборима је учествовала и Коалиција Повратак која је представљала косовско-метохијске Србе.